# Erick Walder
Erick Walder (ur. 5 listopada 1971 w Mobile) – amerykański lekkoatleta specjalizujący się w skoku w dal, wicemistrz świata z Aten (1997).

## Sukcesy sportowe
- trzykrotny mistrz National Collegiate Athletic Association w skoku w dal – 1992, 1993, 1994
- mistrz National Collegiate Athletic Association w trójskoku – 1994[1]
- trzykrotny halowy mistrz National Collegiate Athletic Association w skoku w dal – 1992, 1993, 1994
- trzykrotny halowy mistrz National Collegiate Athletic Association w trójskoku – 1992, 1993, 1994[2]

| Rok  | Miasto     | Zawody                    | Konkurencja | Wynik         |
| ---- | ---------- | ------------------------- | ----------- | ------------- |
| 1993 | Stuttgart  | mistrzostwa świata        | skok w dal  | 4. miejsce    |
| 1994 | Petersburg | Igrzyska Dobrej Woli      | skok w dal  | srebrny medal |
| 1995 | Barcelona  | halowe mistrzostwa świata | skok w dal  | brązowy medal |
| 1997 | Ateny      | mistrzostwa świata        | skok w dal  | srebrny medal |
| 1997 | Fukuoka    | finał Grand Prix IAAF     | skok w dal  | 3. miejsce    |
| 1997 | Paryż      | halowe mistrzostwa świata | skok w dal  | 4. miejsce    |
| 1998 | Nowy Jork  | Igrzyska Dobrej Woli      | skok w dal  | srebrny medal |
| 1999 | Maebashi   | halowe mistrzostwa świata | skok w dal  | brązowy medal |
| 1999 | Monachium  | finał Grand Prix IAAF     | skok w dal  | 3. miejsce    |

## Rekordy życiowe
- skok w dal – 8,74 – El Paso 02/04/1994
- skok w dal (hala) – 8,43 – Indianapolis 11/03/1994
- trójskok – 17,12 – El Paso 02/04/1994
- trójskok (hala) – 17,24 – Indianapolis 12/03/1994